# Jane Antoniazzi
Britt Marianne Jane Antoniazzi, född 12 oktober 1927 i Gävle, död 2 maj 2007 i Kungsholms församling, Stockholm, var en svensk skådespelare.
Hon var från 1952 gift med musikern och scenografen Nisse Skoog. De är begravda på Katolska kyrkogården i Stockholm.

## Filmografi
- 1949 – Kvinnan som försvann
- 1951 – Frånskild
- 1951 – Sköna Helena
- 1952 – När syrenerna blomma
- 1953 – Ogift fader sökes

## Teater

### Roller
| År   | Roll        | Produktion                                                                          | Regi          | Teater                  |
| ---- | ----------- | ----------------------------------------------------------------------------------- | ------------- | ----------------------- |
| 1947 | Medverkande | Opp med folket, revy Harry Iseborg, Allan Forss och Nils Bie                        | Ragnar Klange | Folkets hus teater      |
| 1949 | Medverkande | Om ni behagar, revy Charles Henry, Harry Iseborg och Karl-Ewert                     | Werner Ohlson | Odeonteatern, Stockholm |
| 1950 | Medverkande | Förtjusningens hus, revy Karl-Ewert, Charles Henry, Harry Iseborg och Werner Ohlson | Werner Ohlson | Odeonteatern, Stockholm |
| 1950 | Medverkande | Folk i farten, revy Karl-Ewert                                                      | Werner Ohlson | Odeonteatern, Stockholm |
| 1951 | Medverkande | De' som gömmes i snö, revy Karl-Ewert                                               | Werner Ohlson | Odeonteatern, Stockholm |

### Fotnoter
1. ↑  ”Jane Antoniazzi”. Svensk Filmdatabas. http://sfi.se/sv/svensk-filmdatabas/Item/?type=PERSON&itemid=63827&ref=%2ftemplates%2fSwedishFilmSearchResult.aspx%3fid%3d1225%26epslanguage%3dsv%26searchword%3dJane+Antoniazzi%26type%3dPerson%26match%3dBegin%26page%3d1%26prom%3dFalse. Läst 17 augusti 2012.
2. ↑  Minnesord av Gaby Wigardt i Svenska Dagbladet, 23 maj 2007, sid. 30
3. ↑  Gravar.se
4. ↑  Bang (2 januari 1947). ”Två nyårspremiärer”. Dagens Nyheter:  s. 18. http://arkivet.dn.se/arkivet/tidning/1947-01-02/1/18. Läst 10 februari 2016.
5. ↑  ”Teaterannons”. Dagens Nyheter:  s. 22. 24 september 1949. http://arkivet.dn.se/arkivet/tidning/1949-09-24/258/22. Läst 14 februari 2016.
6. ↑  Lbk (2 januari 1950). ”'Förtjusningens hus' på Odéonteatern”. Dagens Nyheter:  s. 20. http://arkivet.dn.se/arkivet/tidning/1950-01-02/1/20. Läst 14 februari 2016.
7. ↑  Öhn (28 september 1950). ”Teater Musik Film: Odéons höstrevy”. Dagens Nyheter:  s. 9. http://arkivet.dn.se/arkivet/tidning/1950-09-28/262/9. Läst 14 februari 2016.
8. ↑  ”Tidningsnotis”. Dagens Nyheter:  s. 12. 31 december 1950. http://arkivet.dn.se/arkivet/tidning/1950-12-31/354/12. Läst 6 mars 2016.